# SIGINT (POSIX)
Pour l’article homonyme, voir SIGINT.
SIGINT est, au sein des plateformes répondant aux normes POSIX, le signal envoyé à un processus afin de provoquer son interruption. La constante symbolique du préprocesseur C pour SIGINT est définie dans le fichier d'en-tête signal.h. Les noms symboliques de signaux sont utilisés car les numéros de signaux peuvent varier, au sein des différentes plateformes ; néanmoins sur la vaste majorité des systèmes, SIGINT est le signal numéro 2.

## Étymologie
SIG est un préfixe commun pour les noms de signaux. INT est une forme abrégée d'interruption.

## Usage
SIGINT est envoyé lorsqu'un utilisateur presse la touche d'interruption du processus, typiquement Ctrl+C, mais certains systèmes utilisent parfois la touche Supprimer ou même la touche Pause.